# Gloucester, North Carolina
Gloucester är en ort i Carteret County i delstaten North Carolina, USA.